# Haplochromis bartoni
Haplochromis bartoni és una espècie de peix de la família família dels cíclids i de l'ordre]dels perciformes.
Els adults podien assolir els 19,5 cm de longitud total.

## Distribució geogràfica
Viu al llac Victòria a l'Àfrica oriental, a zones amb moltes plantes subaquàtiques, protegides o exposades, amb fons durs o suaus. Possiblement és més abundant fora de la costa (entre 200-300 m).